# فرضیه بازار سازگار
فرضیه بازار سازگار همان‌طور که توسط آندرو لو پیشنهاد شده تلاشی است برای آشتی دادن نظریه‌های اقتصادی با اقتصاد رفتاری بر اساس فرضیه بازار کارا و با استفاده از پذیرش اصول تکامل در تعاملات مالی: رقابت، سازگاری و انتخاب طبیعی.
تحت این رویکرد، مدل‌های سنتی اقتصاد مالی مدرن می‌تواند با مدل‌های رفتاری هماهنگ باشد. لو معتقد است که بسیاری از آنچه که رفتارگرایان به عنوان نمونه‌های مخالف برای بی‌اعتمادی به عقلانیت اقتصادی، زیان گریزی، اثر بیش‌اطمینانی، اغراق و سایر سوگیری‌های رفتاری اشاره می‌کنند در حقیقت متابطق بر مدل تکاملی شخص سازگار با تغییرات محیطی با استفاده از اکتشافات ساده است.

## شرح
بنا بر گفته لو فرضیه بازار سازگار می‌تواند به عنوان نسخه جدیدی از فرضیه بازار کارا ناشی از اصول تکاملی باشد:
به وسیله گونه‌های مختلف از گروه‌های شرکت کننده در بازار که هر کدام به شیوه‌های معمول رفتار می‌کنند مانند: مدیران صندوق بازنشستگی، شرکت کنندگان در بازارهای مالی، بازار گردانان، مدیران صندوق پوشش ریسک و غیره.
اگر چندین عضو از یک گروه برای منابع کمیاب در یک بازار واحد رقابت کنند آنگاه این بازار به احتمالاً بسیار بالا کارآمد خواهد بود به عنوان مثال یادداشت‌های ۱۰ساله خزانه داری آمریکا است که منعکس کننده بیشترین مطابقت اطلاعات بسیار سریع است. به عبارت دیگر اگر تعداد کمی از گونه‌ها برای منابع فروان رقابت کنند بازار کارآمدی کمتری خواهد داشت به عنوان مثال بازار نقاشی‌های رنگ روغن رنسانس ایتالیا.
بازده بازار نمی‌تواند در خلاء ارزیابی شود اما شدیداً وابسته به زمینه و پویایی است. به زودی اظهار می‌شود که میزان بازده بازار وابسته به عوامل محیطی است که بوم‌شناسی بازار را مشخص می‌کند، مانند تعداد رقبا در بازار، میزان فرصت‌های سود موجود و سازگاری شرکت کنندگان در بازار.

## دلایل
فرضیه بازار تطبیقی چندین دلیل دارد که آن را از فرضیه بازار مؤثر متمایز می‌کند:
1. اگر رابطه بین ریسک و پاداش وجود داشته باشد بعید است در طول زمان این رابطه پایدار باشد.
2. فرصت برای آربیتراژ وجود دارد.
3. استراتژی‌های سرمایه‌گذاری، از جمله مالیه ریاضیاتی، تحلیل بنیادین و تحلیل تکنیکال، در محیط‌های خاص و در سایر موارد به خوبی کارایی خواهد داشت.
4. هدف اصلی، بقا است و حداکثر سازی سود و مطلوبیت هدفی ثانویه است.
5. کلید دوام آوردن نوآوری است مانند: تغییر رابطه ریسک و پاداش، بهترین راه برای رسیدن به ثبات در بازده مورد انتظار برای انطباق با شرایط در حال تغییر بازار می‌باشد

## یادداشت
1. ↑  Brauneis and Mestel(2018)
2. ↑  Khuntia and Pattanayak,2018